# 新康花園

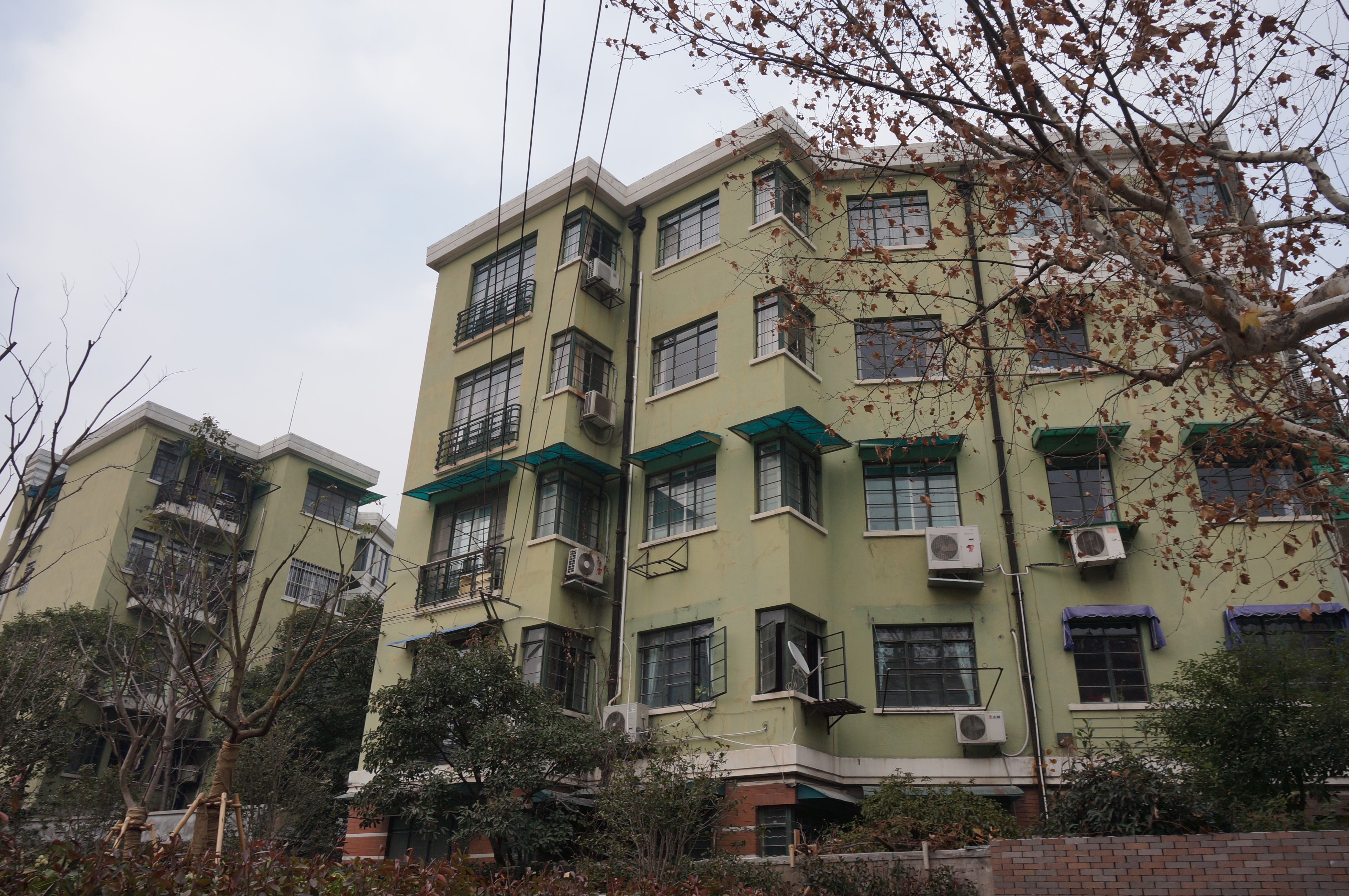
新康花園

新康花園（しんこうかえん）は上海市徐匯区にある住宅団地である。11棟の2階建てマンションと4棟の5階建てマンションから構成し、1933年に建築した。1989年9月、新康花園は上海市優秀歴史建築、および上海市文物保護単位に登録された。